# وزنه‌برداری در المپیک تابستانی ۱۹۶۴
رقابت‌های وزنه‌برداری در بازی‌های المپیک تابستانی ۱۹۶۴ از ۱۱ تا ۱۸ اکتبر ۱۹۶۴ در توکیو، ژاپن و در هفت کلاس وزنی، همگی فقط برای مردان برگزار گردید. این دوره همچنین به عنوان قهرمانی وزنه‌برداری جهان ۱۹۶۴ که سی و نهمین دوره از رقابت‌های قهرمانی جهان است نیز شناخته می‌شود.

## خلاصه مدال‌ها
| رویداد                 | طلا                              | طلا      | نقره                             | نقره     | برنز                                 | برنز     |
| خروس‌وزن (۵۶ ک‌گ)        | الکسی واخونین · اتحاد شوروی      | ۳۵۷٫۵ ک‌گ | ایمره فولدی · مجارستان           | ۳۵۵٫۰ ک‌گ | شیرو ایچینوسکی · ژاپن                | ۳۴۷٫۵ ک‌گ |
| پر وزن (۶۰ ک‌گ)         | یوشینوبو میاکه · ژاپن            | ۳۹۷٫۵ ک‌گ | آیساک برگر · ایالات متحده آمریکا | ۳۸۲٫۵ ک‌گ | میچیسواف نوواک · لهستان              | ۳۷۷٫۵ ک‌گ |
| سبک‌وزن (۶۷٫۵ ک‌گ)       | والدمار باشانوفسکی · لهستان      | ۴۳۲٫۵ ک‌گ | ولادیمیر کاپلونوف · اتحاد شوروی  | ۴۳۲٫۵ ک‌گ | ماریان زیلینسکی · لهستان             | ۴۲۰٫۰ ک‌گ |
| میان‌وزن (۷۵ ک‌گ)        | هانس زدراژیلا · چکسلواکی         | ۴۴۵٫۰ ک‌گ | ویکتور کورنتسوف · اتحاد شوروی    | ۴۴۰٫۰ ک‌گ | ماسوچی اوچی · ژاپن                   | ۴۳۷٫۵ ک‌گ |
| سبک سنگین‌وزن (۸۲٫۵ ک‌گ) | رودولف پلیوکفلدر · اتحاد شوروی   | ۴۷۵٫۰ ک‌گ | گزا توت · مجارستان               | ۴۶۷٫۵ ک‌گ | دوزو ورش · مجارستان                  | ۴۶۷٫۵ ک‌گ |
| میان سنگین‌وزن (۹۰ ک‌گ)  | ولادیمیر گولووانوف · اتحاد شوروی | ۴۸۷٫۵ ک‌گ | لوییس مارتین · بریتانیای کبیر    | ۴۷۵٫۰ ک‌گ | ایرنئوش پالینسکی · لهستان            | ۴۶۷٫۵ ک‌گ |
| سنگین‌وزن (۹۰+ ک‌گ)      | لئونید ژابوتینسکی · اتحاد شوروی  | ۵۷۲٫۵ ک‌گ | یوری ولاسوف · اتحاد شوروی        | ۵۷۰٫۰ ک‌گ | نوربرت شمانسکی · ایالات متحده آمریکا | ۵۳۷٫۵ ک‌گ |

## جدول مدال‌ها
| رتبه           | کشور                      | طلا | نقره | برنز | مجموع |
| -------------- | ------------------------- | --- | ---- | ---- | ----- |
| ۱              | اتحاد شوروی (URS)         | ۴   | ۳    | ۰    | ۷     |
| ۲              | لهستان (POL)              | ۱   | ۰    | ۳    | ۴     |
| ۳              | ژاپن (JPN)                | ۱   | ۰    | ۲    | ۳     |
| ۴              | چکسلواکی (TCH)            | ۱   | ۰    | ۰    | ۱     |
| ۵              | مجارستان (HUN)            | ۰   | ۲    | ۱    | ۳     |
| ۶              | ایالات متحده آمریکا (USA) | ۰   | ۱    | ۱    | ۲     |
| ۷              | بریتانیای کبیر (GBR)      | ۰   | ۱    | ۰    | ۱     |
| مجموع (۷ کشور) | مجموع (۷ کشور)            | ۷   | ۷    | ۷    | ۲۱    |